# Vendlincourt
Vendlincourt je obec ve švýcarském kantonu Jura. Žije zde 540 obyvatel.

## Geografie

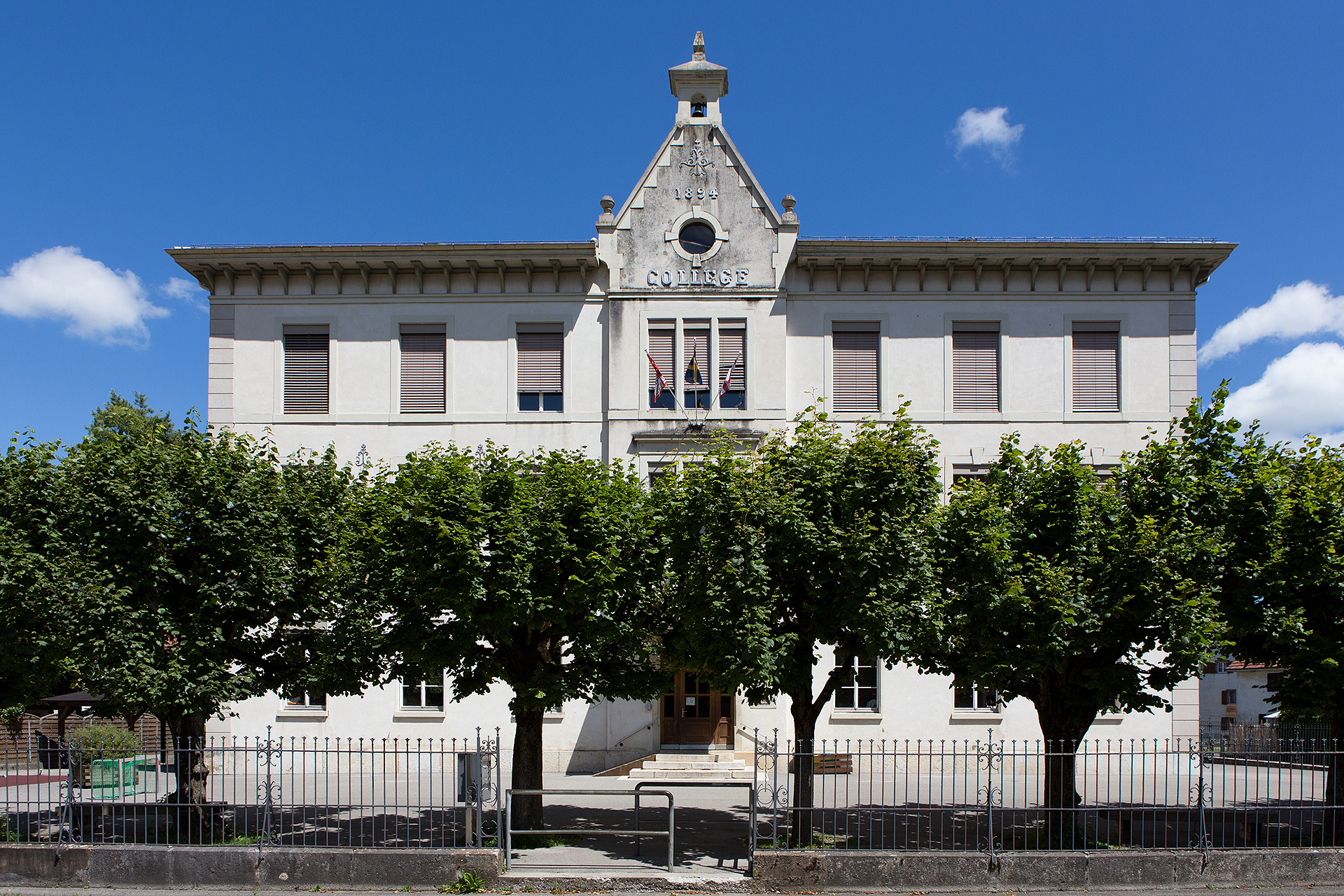
Škola

Vendlincourt leží v nadmořské výšce 448 m, vzdušnou čarou 7 km severovýchodně od okresního města Porrentruy. Kompaktní obec leží v kotlině u pramene potoka Vendline v oblasti Ajoie.
Území obce o rozloze 9,1 km² pokrývá dno údolí u pramene potoka Vendline. Na západě se území rozkládá na mírně zvlněné, otevřené náhorní plošině Ajoie mezi potoky Coeuvatte a Vendline. Na východě zasahuje území obce do rozsáhlých lesů Le Chêtre. Jižní část zaujímají výšiny Bois Juré, nejvyšší bod Vendlincourtu (541 m n. m.), a Sur la Charmille (522 m n. m.). V roce 1997 bylo 6 % rozlohy obce pokryto zastavěnou plochou, 38 % lesy a lesními porosty a 56 % zemědělstvím.
K obci Vendlincourt patří několik samostatně stojících usedlostí. Sousedními obcemi jsou Bonfol, Damphreux-Lugnez, Coeuve, Alle a La Baroche v kantonu Jura a Levoncourt a Courtavon v sousední Francii.

## Historie

Letecký pohled (1950)

První zmínka o obci pochází z roku 1136 jako Wandeleincurt. V roce 1139 bylo pozemkové vlastnictví ve Wandelencurtu potvrzeno klášteru Saint-Ursanne, později se objevují i názvy Wandelencurtl (1230) a Wendelsdorf (1266). Název místa pravděpodobně pochází ze statku majitele jménem Wandalin.
Vendlincourt sdílel pohnutou historii Ajoie, která se poprvé dostala pod správu basilejského knížecího biskupství v roce 1271. Od 16. do 18. století vesnice podléhala panství Coeuve. V letech 1793–1815 patřil Vendlincourt k Francii a zpočátku byl součástí départementu du Mont-Terrible, od roku 1800 byl připojen k départementu Haut-Rhin. Na základě rozhodnutí Vídeňského kongresu se obec v roce 1815 stala součástí kantonu Bern a 1. ledna 1979 nově založeného kantonu Jura. V roce 1832 byl Vendlincourt na tři dny obsazen vojsky kantonu Bern, protože se obec postavila na stranu duchovenstva, které odmítlo složit přísahu liberální ústavě.
Do roku 1619 patřil Vendlincourt církevně k farnosti Damphreux, poté k Bonfolu. Od roku 1802 tvořil Vendlincourt vlastní farnost a v letech 1874–1907 byl úředně přičleněn k Bonfolu. Kostel Saint-Léger byl přestavěn v roce 1817. V roce 1832 obec na několik dní obsadil Bern, protože neplatila daně ze solidarity s farářem, který odmítl složit přísahu na ústavu.

## Obyvatelstvo
| Vývoj počtu obyvatel | Vývoj počtu obyvatel | Vývoj počtu obyvatel | Vývoj počtu obyvatel | Vývoj počtu obyvatel | Vývoj počtu obyvatel | Vývoj počtu obyvatel | Vývoj počtu obyvatel | Vývoj počtu obyvatel | Vývoj počtu obyvatel | Vývoj počtu obyvatel | Vývoj počtu obyvatel | Vývoj počtu obyvatel | Vývoj počtu obyvatel | Vývoj počtu obyvatel | Vývoj počtu obyvatel | Vývoj počtu obyvatel | Vývoj počtu obyvatel |
| -------------------- | -------------------- | -------------------- | -------------------- | -------------------- | -------------------- | -------------------- | -------------------- | -------------------- | -------------------- | -------------------- | -------------------- | -------------------- | -------------------- | -------------------- | -------------------- | -------------------- | -------------------- |
| Rok                  | 1818                 | 1850                 | 1860                 | 1870                 | 1880                 | 1888                 | 1900                 | 1910                 | 1920                 | 1930                 | 1941                 | 1950                 | 1960                 | 1970                 | 1980                 | 1990                 | 2000                 |
| Počet obyvatel       | 494                  | 644                  | 675                  | 759                  | 708                  | 754                  | 794                  | 643                  | 662                  | 623                  | 584                  | 615                  | 668                  | 621                  | 554                  | 566                  | 617                  |

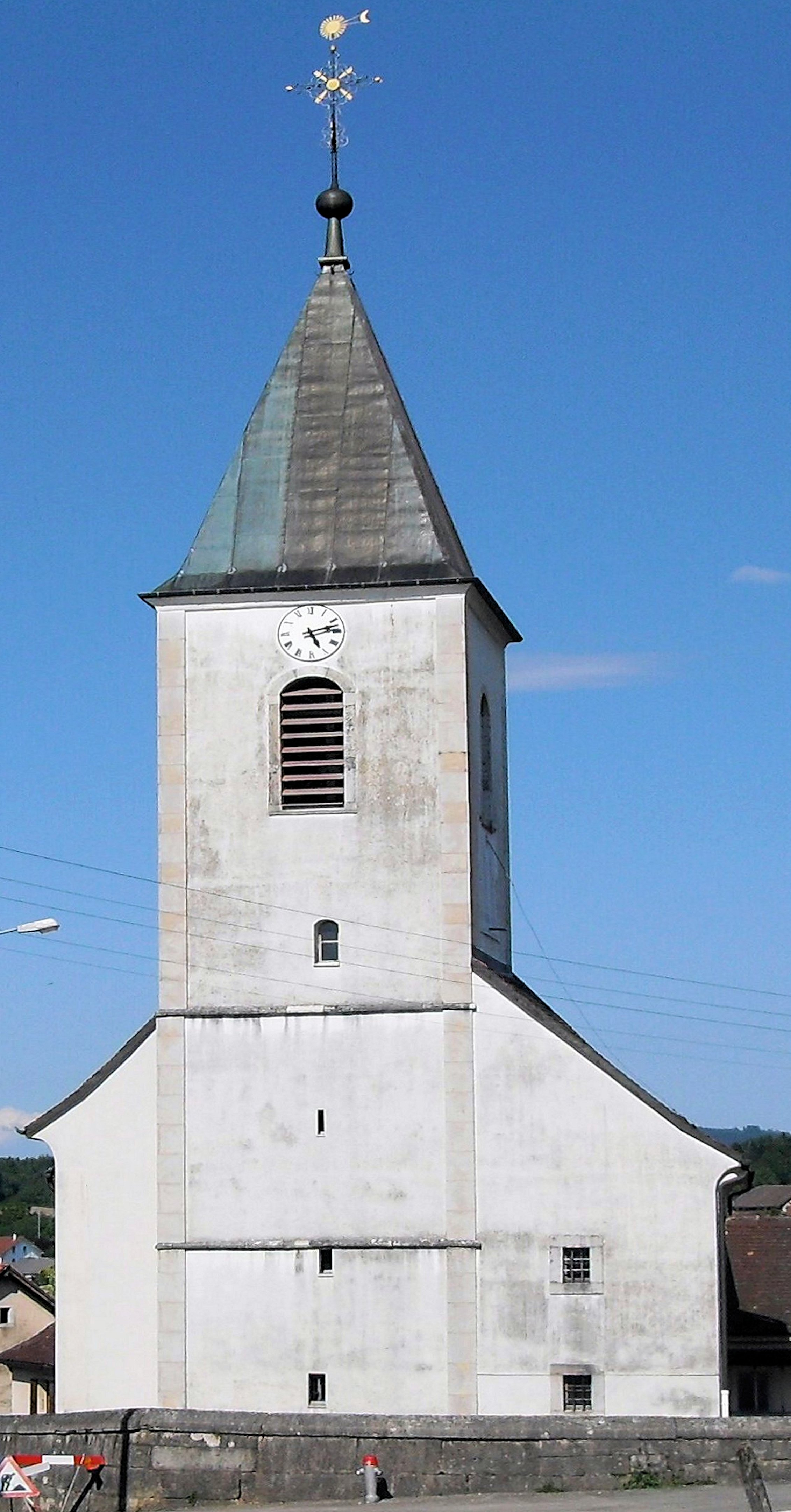
Kostel v obci

Z celkového počtu obyvatel je 91,7 % francouzsky mluvících, 4,5 % německy mluvících a 1,6 % italsky mluvících (stav k roku 2000). V roce 1850 měl Vendlincourt celkem 644 obyvatel a v roce 1900 dosáhl nejvyššího počtu 794 obyvatel. Poté byl až do roku 1980 zaznamenán výrazný pokles na dlouhodobé minimum, 554 obyvatel. Od té doby dochází pouze k mírným výkyvům.

## Hospodářství
Vendlincourt je zemědělská obec díky úrodné půdě v okolí. Velká pila poskytuje řadu pracovních míst. Z hodinářského průmyslu, který byl významný v 19. století, zde navíc zůstala jedna firma na výrobu hodinových skříní. Mnoho zaměstnanců však dojíždí za prací do Porrentruy.

## Doprava
Obec leží na kantonální silnici vedoucí z Porrentruy do Bonfolu a dále do Seppois-le-Haut ve Francii. Dne 14. července 1901 byla otevřena železniční trať Chemins de fer du Jura Porrentruy–Bonfol se stanicí ve Vendlincourtu.